# Premier League Malti 1912-1913
Il campionato era formato da 8 squadre e il Floriana vinse il titolo.

## Classifica finale
| Pos. | Squadra              | G | V | N | P | GF | GS | Punti |
| ---- | -------------------- | - | - | - | - | -- | -- | ----- |
| 1    | Floriana             | 6 | 6 | 0 | 0 | 21 | 0  | 12    |
| 2    | Ħamrun Spartans F.C. | 6 | 5 | 0 | 1 | 29 | 5  | 10    |
| 3    | Sliema Wanderers     | 6 | 4 | 0 | 2 | 14 | 11 | 8     |
| 4    | Melita - Vittoriosa  | 6 | 3 | 0 | 3 | 7  | 16 | 6     |
| 5    | Msida Rangers        | 6 | 2 | 0 | 4 | 3  | 10 | 4     |
| 6    | St. George's F.C.    | 6 | 1 | 0 | 5 | 3  | 9  | 2     |
| 7    | Senglea Shamrocks    | 6 | 0 | 0 | 6 | 2  | 28 | 0     |

Valletta United fu squalificata

## Verdetti finali
- Floriana Campione di Malta 1912-1913